# Имолово
Имолово — деревня в Горском сельском поселении Тихвинского района Ленинградской области.

## История
Упоминается на семиотопографической карте Новгородской губернии 1847 года как деревня Ималово.

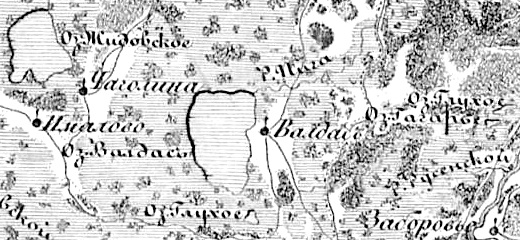
Деревня Имолово на карте 1847 года

ИМОЛОВО — деревня Валдосского общества, Пашекожельского прихода. 

Крестьянских дворов — 21. Строений — 48, в том числе жилых — 32.

Число жителей по семейным спискам 1879 г.: 55 м. п., 61 ж. п.; по приходским сведениям 1879 г.: 48 м. п., 59 ж. п.

В конце XIX века деревня относилась к Новинской волости 2-го стана, в начале XX века — к Новинской волости 1-го земского участка 1-го стана Тихвинского уезда Новгородской губернии.

ИМОЛОВО — деревня Валдосского общества, дворов — 26, жилых домов — 32, число жителей: 58 м. п., 65 ж. п.
 
Занятия жителей — земледелие, лесные заработки и пасека. Озеро. Часовня, земская школа, хлебозапасный магазин. (1910 год)

С 1917 по 1918 год деревня Имолово входила в состав Новинской волости Тихвинского уезда Новгородской губернии. 
С 1918 года в составе Череповецкой губернии.
С 1924 года в составе Прогальской волости.
С 1927 года в составе Пудрольского сельсовета Тихвинского района.
С 1928 года в составе Городокского сельсовета. В 1928 году население деревни Имолово составляло 162 человека.
Согласно карте Ленинградской области Северо-западного аэрогеодезического треста ГГУ издания 1932 года деревня насчитывала 19 крестьянских дворов. В деревне находилась часовня:
| Внешние изображения | Внешние изображения                |
| ------------------- | ---------------------------------- |
|                     | Деревня Имолово на карте 1932 года |

По данным 1933 года деревня Имолово входила в состав Городокского сельсовета.
В 1958 году население деревни Имолово составляло 37 человек.
По данным 1966 и 1973 годов деревня Имолово также входила в состав Городокского сельсовета.
По данным 1990 года деревня Имолово входила в состав Горского сельсовета.
В 1997 году в деревне Имолово Горской волости не было постоянного населения, в 2002 году — проживали 3 человека (все русские).
В 2007 году в деревне Имолово Горского СП проживали 3 человека, в 2010 году — 1 человек.

## География
Деревня расположена в западной части района на автодороге 41К-897 (подъезд к д. Имолово).
Расстояние до административного центра поселения — 20 км.
Расстояние до ближайшей железнодорожной станции Тихвин — 43 км.
Деревня находится между Чаголинским и Имоловским озёрами.

## Демография
| 1879 | 1910 | 1928 | 1958 | 1997 | 2002 | 2007 |
| ---- | ---- | ---- | ---- | ---- | ---- | ---- |
| 116  | ↗123 | ↗162 | ↘37  | ↘0   | ↗3   | →3   |
| 2010 | 2017 |      |      |      |      |      |
| ↘1   | ↗5   |      |      |      |      |      |

### Национальный состав
Согласно данным Всероссийской переписи населения 2021 года в деревне проживали 6 человек, все русские.

## Улицы
Нагорная.